# Acalypha macrotachya
Acalypha macrotachya é uma espécie de flor do gênero Acalypha, pertencente à família Euphorbiaceae.